# Ню Сэнжу
Ню Сэнжу́ (кит. упр. 牛僧孺; 779 — 29 декабря 849) — китайский политический деятель периода правления династии Тан, чэнсян (канцлер) в 823—825 и 830—832 годах, писатель.

## Биография
Происходил из влиятельного аристократического рода Ню. Родился в 779 году в посёлке недалеко от города Чанъань. Был сыном окружного судьи Ню Ювэня. Получил хорошее домашнее образование. Его отец умер, когда Сэнжу был молодым, однако он продолжил обучение и в конце концов в 805 году успешно сдал императорский экзамен, получив наивысшую ученую степень — цзиньши.
В 805 году был назначен судьёй округа Юйцзе с центром в городе Лоян. В 808 году во время инспекции получил плохую оценку своей деятельности, однако при поддержке канцлера Ли Цзифу не согласился с этим. В последующие несколько месяцев пытался отстоять свою позицию, однако проиграл дело. Вместе с другими Ню Сэнжу был отправлен в ссылку, но вскоре смог вернуться на должность; впоследствии был судьей округа Хэнань (соседнего с округом Юйцзэ). В 810-х годах занимал должности в императорском цензорате и ведомстве по делам гражданской службы.
В 820 году при императоре Му-цзуне занял должность чиновника с особыми полномочиями в военном ведомстве, также ему было доверено составлять императорские приказы. В конце того же года был назначен заместителем императорского цензора. В этот период началась длительная борьба Ню Сэнжу с влиятельным кланом Ли. В 823 году он был назначен чэнсяном (канцлером), обойдя здесь чиновника Ли Дэюя.
Ню Сэнжу сумел сохранить своё влияние и при новом императоре Цзин-цзуне, который в 824 году предоставил Сэнжу титул цзы Цичжана. В том же году он получил титул гуня; также император назначил Ню императорским историком.
Будучи не в состоянии противостоять порокам императора, которые плохо влияло на государственные дела, Нью Сэнжу подал в отставку. В 825 году его назначили цзедуши (военным губернатором) области Учан. В период нахождения на этой должности он уменьшил бремя населения по выполнению государственных работ, восстановил и укрепил стены города Учан.
В 830 году Ню Сэнжу отправился в столицу приветствовать нового императора Вэнь-цзуна. Последний вскоре вновь назначил Ню канцлером и одновременно главой ведомства обороны. На этом посту он приложил много усилий по борьбе с коррупцией, вместе с тем уволил всех сторонников бывшего канцлера Ли Дэюя. Во внешней политике Ню Сэнжу пытался сохранять мир со всеми соседями Китая.
Наконец, в 832 году в результате борьбы с родом Ли Ню был вынужден был уйти в отставку. В 833 году получил назначение цзедуши округа Хуайнань (современная провинция Цзянсу). В 837 году стал председателем бюро наказаний во второй императорской столице Лояне. В 839 году стал цзедуши Восточного Шаньнаня и председателем префектуры Сян.
При императоре У-цзуне в 840 году получил почётный титул светлости, но в 841 году в результате интриг Ли Дэюя был лишён должностей, получив назначение старшего советника наследника трона. В 842 году, однако, был назначен военным комендантом Лояна; в 843—844 годах его борьба с кланом Ли продолжалась. В итоге Ню Сэнжу снова лишили всех должностей.
В 844 году был назначен председателем префектуры Тин (современная провинция Фуцзянь), однако вскоре снова получил низшую должность — стал секретарём префектуры Сюнь (в современной провинции Гуандун).
При императоре Сюань-цзуне в 846 году стал военным советником председателя префектуры Хэн (территория современной провинции Хунань), а затем занял ту же должность в префектуре Жу (территория современной провинции Хэнань). В конце жизни стал советником наследника трона. Умер в столице империи Чанъане в 849 году.

## Творчество
Был автором нескольких рассказов и повестей. По свидетельству современников, пользовался большой литературной известностью, а его рассказы были «полны злословия» и политического подтекста. Был фактическим создателем политического памфлета в форме новеллы чуаньци. Самым известным произведением его авторства является сборник «Сюань гуай лу» («Очерки о чудесах из мира тьмы»), из которого до наших дней дошло 33 рассказа. Другим известным произведением является сборник «Путешествие в далёкое прошлое».